# سلسلة رويال الفيكتوري
السلسلة الملكية الفيكتورية هي زخرفة أنشأها الملك إدوارد السابع في عام 1902 كجائزة للملك (أي ليست جائزة تُمنح بناءً على نصيحة أي حكومة من دول الكومنولث ). وهي تأتي في مرتبة أعلى من النظام الملكي الفيكتوري ، الذي غالبًا ما يرتبط به ولكن لا يرتبط به رسميًا. كانت السلسلة مخصصة في الأصل لأفراد العائلة المالكة ، وهي جائزة مميزة تُمنح فقط لكبار الشخصيات ، بما في ذلك الملوك الأجانب ورؤساء الدول والأفراد رفيعو المستوى مثل رئيس أساقفة كانتربري .